# Thelypteris densisora
Thelypteris densisora är en kärrbräkenväxtart som först beskrevs av Carl Frederik Albert Christensen, och fick sitt nu gällande namn av C. Reed. Thelypteris densisora ingår i släktet Thelypteris och familjen Thelypteridaceae. Inga underarter finns listade.